# Tambarón
El Tambarón o Pico Tambarón es una montaña de 2102 m de altura situada el la sierra de Gistredo en el límite entre las comarcas de Omaña y el Bierzo y las cuencas del Duero y del Miño. En su ladera este, a unos 1800 m s. n. m. de altitud tiene su fuente el río Omaña.
Se puede ascender al Tambarón a pie desde Colinas del Campo de Martín Moro (al S), Salientes (al O) o Vivero de Omaña por la vertiente norte. O también desde Montrondo (al E) o desde Fasgar (al SE). La ruta de las Fuentes del Omaña, que parte de Murias de Paredes, rodea la ladera del Tambarón.